# Djai Essed
Djai Essed (Amsterdam, 25 aprile 1998) è un calciatore olandese  di Sint Maarten, nato nei Paesi Bassi, difensore del Flames United e della Selezione di Sint Maarten.

## Carriera

### Club
Ha debuttato nella stagione 2014-2015 con il Risc Takers. L'anno successivo passa al Flames United.

### Nazionale
Ha esordito con la Selezione di Sint Maarten il 13 marzo 2016 nell'amichevole Sint Maarten-Anguilla (2-0).
Ha successivamente preso parte a due partite di qualificazione alla Gold Cup 2017, il 22 marzo 2016 contro il Grenada e quattro giorni dopo contro le Isole Vergini americane.